# 市政觀光夜市
市政觀光夜市，又稱七期夜市、七期豪宅夜市，是台灣台中市西屯區市政路與朝富路口的夜市。附近有秋紅谷景觀公園與市政路黎明路口、朝馬轉運站，除了週一之外每晚都有營業。
於2013年8月11日被市民檢舉其在住宅用地擺攤違法、影響生活品質，2013年8月13日被台中市政府判定為違法營業而強制拆除。總營業時間只有2013年8月11~13日共三天，號稱全台最短命的夜市。